# Ooijevaarsnest
Ooijevaarsnest is de naam van een natuurgebied ten zuiden van Goirle. Het gebied is eigendom van de Stichting Brabants Landschap.
Het gebied bestaat uit grovedennenbossen die door loofhoutlanen worden doorsneden. Het bos wordt afgewisseld door enkele bosweitjes. In een moerassige weide staan vijf moerascipressen die wellicht meer dan 200 jaar oud zijn. Er zijn enkele wandelingen in het gebied uitgezet.
Ooijevaarsnest is gelegen op een dekzandrug tussen het dal van de Poppelse Leij in het oosten en de Lei in het westen, met het Riels Laag. Aan de overzijde van de Lei ligt het landgoed De Hoevens. Ten noorden vindt men het natuurgebied Halve Maan. In het zuiden vindt men, langs de Poppelse Lei, het natuurgebied Egelbroeken.